# بهلوان كل (مقاطعة دورود)
بهلوان كل (بالفارسية: پهلوان کل) هي قرية تقع في قسم تشالانتشولان الريفي (مقاطعة دورود) في إيران. يقدر عدد سكانها بـ 565 نسمة بحسب إحصاء 2016.